# Pelecorhynchus
Pelecorhynchus är ett släkte av tvåvingar. Pelecorhynchus ingår i familjen Pelecorhynchidae.

## Dottertaxa tillPelecorhynchus, i alfabetisk ordning[1]
- Pelecorhynchus albolineatus
- Pelecorhynchus biguttatus
- Pelecorhynchus claripennis
- Pelecorhynchus deuqueti
- Pelecorhynchus distinctus
- Pelecorhynchus elegans
- Pelecorhynchus eristaloides
- Pelecorhynchus fascipennis
- Pelecorhynchus fergusoni
- Pelecorhynchus flavipennis
- Pelecorhynchus fulvus
- Pelecorhynchus fusconiger
- Pelecorhynchus igniculus
- Pelecorhynchus interruptus
- Pelecorhynchus kippsi
- Pelecorhynchus kroeberi
- Pelecorhynchus lineatus
- Pelecorhynchus longicauda
- Pelecorhynchus lunulatus
- Pelecorhynchus mackerrasi
- Pelecorhynchus mirabilis
- Pelecorhynchus montanus
- Pelecorhynchus nebulosus
- Pelecorhynchus nero
- Pelecorhynchus niger
- Pelecorhynchus nigripennis
- Pelecorhynchus occidens
- Pelecorhynchus olivei
- Pelecorhynchus penai
- Pelecorhynchus personatus
- Pelecorhynchus rubidus
- Pelecorhynchus simplex
- Pelecorhynchus simplissimus
- Pelecorhynchus taeniatus
- Pelecorhynchus tigris
- Pelecorhynchus tillyardi
- Pelecorhynchus vulpes
- Pelecorhynchus xanthopleura